# Battaglia di Peshawar (1834)
La battaglia di Peshawar ebbe luogo il 6 maggio 1834 tra l'impero Sikh e i sardar di Peshawar, governati da Sultan Mohammad Khan, che era stato stato deposto dal suo governo a Kabul dal fratello Dost Mohammed Khan. Dopo il crollo dell'impero Durrani, l'Afghanistan si era diviso in molti Stati diversi, dove praticamente ogni città era autonoma o in qualche modo indipendente: si formarono così, tra gli altri, il principato di Kandahar e l'emirato di Herat. Il maharaja Ranjit Singh inviò il generale Hari Singh Nalwa, con Mahan Singh Mirpuri quale vice-comandante, a conquistare Peshawar. Dopo brevi combattimenti, Hari Singh Nalwa catturò la città. Hari Singh Nalwa fu nominato governatore della città dal Maharaja Ranjit Singh. La notizia della cattura di Peshawar raggiunse rapidamente Kabul. Apprendendo della sconfitta del fratello deposto, Dost Mohammed Khan si diresse con un esercito verso Peshawar, ma poi rinunciò allo scontro.